# نورا الكسور (ممثلة)
نورا الكسور (من مواليد عام 1994) هي ممثلة مغربية هولندية. حصلت على جائزة العجل الذهبي لأفضل ممثلة عام 2017 عن دورها في فيلم ليلى م. .

## الحياة المهنية
ظهرت نورا لأول مرة في فيلم ليلى م عام 2016، وحصلت على جائزة العجل الذهبي لأفضل ممثلة عام 2017 عن دورها في الفيلم. اختير الفيلم ليمثل هولندا لجائزة أفضل فيلم بلغة أجنبية في حفل توزيع جوائز الأوسكار التسعين، لكن لم يتم ترشيحه.
ظهرت نورا في عام 2020 بدور سناء في المسلسل التلفزيوني البريطاني المثير للجريمة وسط بغداد. وظهرت أيضًا في المسلسل التلفزيوني الهولندي كيرتيجزيل.

## الجوائز
- 2017: جائزة العجل الذهبي لأفضل ممثلة عن فيلم ليلى م..[5]

## الأفلام
- 2016: ليلى م.
- 2017: عزيزة
- 2018: موكرو مافيا
- 2019: وعد بيزا
- 2020: مسلسل كيرتجيزيل

## روابط خارجية
- نورا الكسور في قاعدة بيانات الأفلام على الإنترنت